# Franz Joseph Julius Wilbrand
Franz Joseph Julius Wilbrand (ur. 6 listopada 1811 w Gießen, zm. 6 lipca 1894 tamże) – niemiecki lekarz medycyny sądowej i anatom, ojciec chemika Juliusa Bernharda Friedricha Adolpha Wilbranda (1839–1906), agronoma Ferdinanda Wilbranda (1840-1914) i neurooftalmologa Hermanna Wilbranda (1851-1935). Studiował medycynę na Uniwersytecie w Gießen, w 1833 otrzymał tytuł doktora medycyny.

## Wybrane prace
- Beiträge zur Würdigung der arzneilichen Wirkung des Kreosot's. Giessen 1834
- Anatomie und Physiologie der Centralgebilde des Nervensystems. Giessen 1840
- Lehrbuch der gerichtlichen Psychologie für Aerzte und Juristen. Erlangen 1858
- Von den Lebensaltern des Menschen und der menschlichen Lebensdauer. Stuttgart 1876
- Ueber das Wesen des Menschen vom gerichtlich-medicinischen Standpunkte aus. Giessen 1882